# Archip Kmeta
Archip Kmeta, ukr. Архип Кмета (ur. 19 stycznia lub lutego 1891 w mieście Icznia, zm. 2 czerwca 1978 w Nowym Jorku) – ukraiński wojskowy (podpułkownik), emigracyjny działacz kombatancki, oficer kontraktowy Wojska Polskiego (major), przedstawiciel Ukraińskiego Wolnego Kozactwa w Niemczech podczas II wojny światowej.

## Życiorys
Podczas I wojny światowej służył w szeregach armii rosyjskiej, dochodząc do stopnia kapitana; został ranny. Następnie wstąpił do Strzelców Siczowych. Objął dowództwo 4 Pułku Strzelców Siczowych. Potem służył w Armii Czynnej Ukraińskiej Republiki Ludowej. W 1919 uczestniczył w obronie Żytomierza przed wojskami bolszewickimi. Doszedł do stopnia podpułkownika. W 1921 wraz z pozostałymi wojskowymi ukraińskimi został internowany w Polsce. Wyjechał do Czechosłowacji, gdzie wespół z Wasylem Prochodą utworzył w 1926 Towarzystwo Ukraińskich Byłych Wyższych Wojskowych.
Po powrocie do Polski został w 1928 oficerem kontraktowym WP. Brał udział w wojnie obronnej 1939 Został internowany na Litwie. W 1940 wyszedł na wolność, po czym przyjechał do Niemiec. Podczas II wojny światowej pełnił funkcję przedstawiciela Ukraińskiego Wolnego Kozactwa. Działał też w ruchu hetmańców. Według części źródeł od 1942 r. był współpracownikiem Sonderstab „R” płk. Borisa A. Smysłowskiego. W 1950 r. zamieszkał w USA.